# Zethus rufipes
Zethus rufipes är en stekelart som beskrevs av Fox 1899. Zethus rufipes ingår i släktet Zethus och familjen Eumenidae. Inga underarter finns listade i Catalogue of Life.